# Campanha presidencial de Bob Barr em 2008
A campanha presidencial de 2008 de Bob Barr, ex-deputado pela Geórgia, começou em 12 de maio de 2008. Ele anunciou sua candidatura à presidência pelo Partido Libertário após meses de esforços de base de convocação. Barr, que anteriormente era membro do Partido Republicano, enfrentou críticas de libertários que desaprovavam suas ações no Congresso, como o patrocínio da Lei de Defesa do Matrimônio e votos a favor do USA PATRIOT Act e da autorização da Guerra do Iraque. No entanto, ele recebeu apoio de outros que aceitaram seu arrependimento por essas posições. Barr conquistou a indicação do partido após seis rodadas de votação na Convenção Nacional do Partido Libertário de 2008 [en]. O ex-competidor Wayne Allyn Root [en] foi escolhido como seu candidato a vice-presidente. O editor sênior da revista Reason, Radley Balko, descreveu Barr como "o primeiro candidato sério que o Partido Libertário apresentou desde que me tornei elegível para votar".
Na eleição geral, Barr buscou se posicionar como uma alternativa conservadora ao candidato republicano John McCain. Ele destacou sua oposição às posições do Partido Republicano sobre a Guerra do Iraque e o USA PATRIOT Act, além de defender o controle fiscal, evidenciado por sua oposição ao Plano de Resgate Econômico de 2008. Contudo, Barr não conseguiu avançar nas pesquisas eleitorais, ficando em terceiro ou quarto lugar quando incluído. Seus esforços para participar dos debates presidenciais com os dois principais candidatos também não tiveram sucesso, pois ele não atingiu o índice de 15% nas pesquisas.
Barr realizou campanha em todo o país. Ele entrou com ações judiciais para garantir acesso às cédulas em vários estados e para impedir que McCain e o candidato presidencial democrata Barack Obama aparecessem na cédula do Texas por não cumprirem o prazo de registro. No dia da eleição, Barr esteve presente nas cédulas de 44 estados; ele terminou em quarto lugar na eleição geral, atrás de Ralph Nader, recebendo 523.686 votos, ou 0,4% do total, 126.448 votos a mais que a chapa Badnarik/Campagna quatro anos antes.

## Contexto
Bob Barr foi eleito pela primeira vez para a Câmara dos Representantes em 1994, como parte da Revolução Republicana. Durante seu mandato, ele foi um forte defensor da Guerra às Drogas, pediu mais investigações sobre o Cerco de Waco, e foi o autor do Lei de Defesa do Matrimônio. Em 1998, ele desempenhou um papel central na investigação do Escândalo Lewinsky, sendo o primeiro congressista a pedir a renúncia do presidente Bill Clinton após as alegações. Perto do fim de seu mandato no Congresso, Barr votou a favor do USA PATRIOT Act e da autorização para o uso da força contra o Iraque [en]. Após a redefinição de seu distrito congressional em 2002, que dificultou sua reeleição, Barr foi derrotado na Câmara. Após deixar o Congresso, Barr passou a criticar a administração Bush, especialmente pelo uso do USA PATRIOT Act, que ele agora considerava inconstitucional. Ele também trabalhou como consultor de privacidade para a União Americana pelas Liberdades Civis. Em 2004, ele deixou o Partido Republicano e apoiou o candidato do Partido Libertário Michael Badnarik para presidente, ingressando formalmente no partido em 2006.

## Primeiros passos

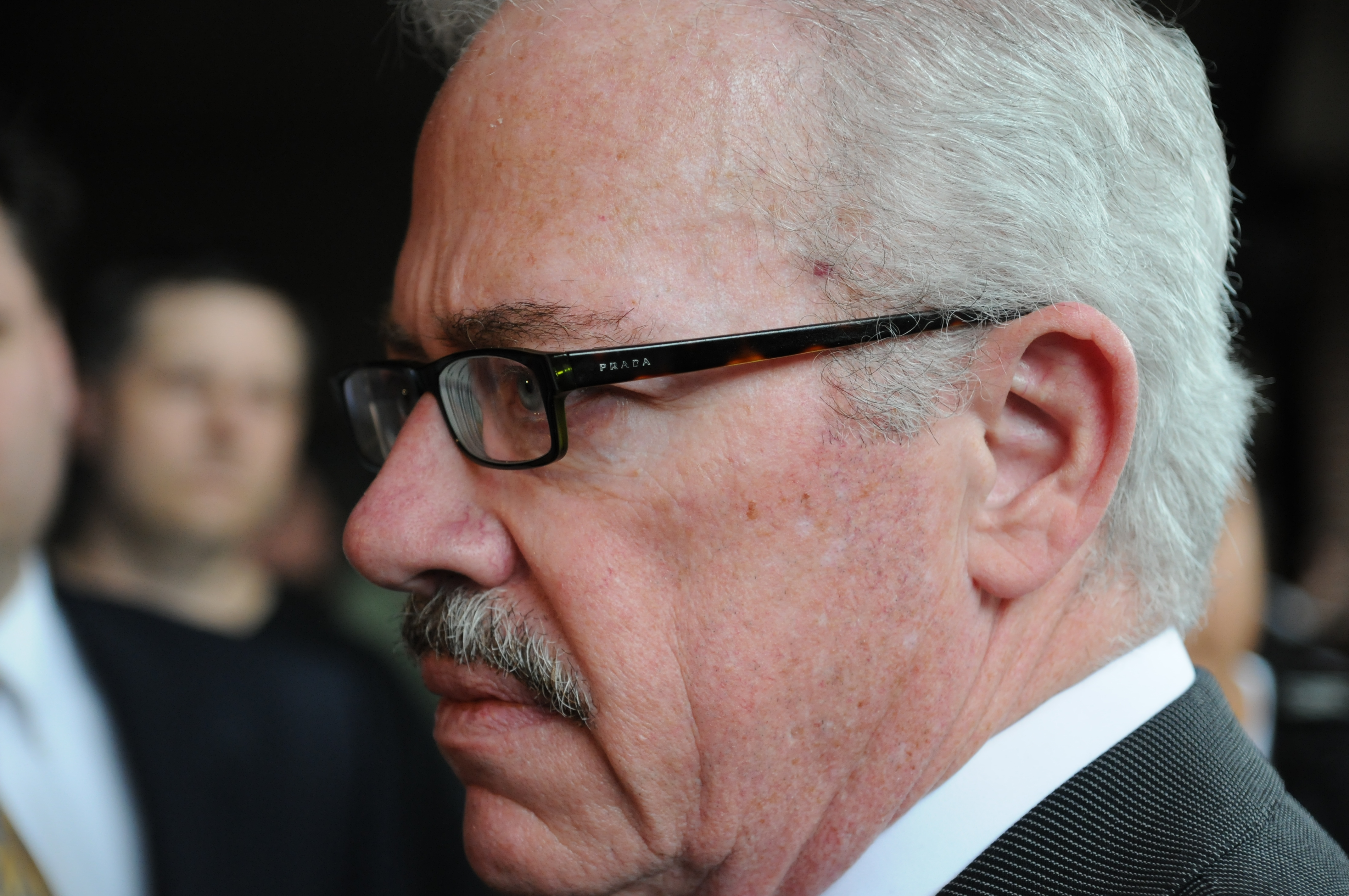
Close de Barr

Em 19 de março de 2008, Barr confirmou seu interesse em concorrer à presidência. Isso coincidiu com o reconhecimento pela mídia de um movimento no Facebook incentivando o ex-congressista a iniciar uma campanha. Barr mencionou uma "insatisfação generalizada com os candidatos dos dois principais partidos" e elogiou o candidato presidencial e congressista republicano Ron Paul por "defender princípios libertários e verdadeiramente conservadores". O pesquisador de opinião John Zogby comentou que uma possível candidatura de Barr poderia ser preocupante para os republicanos, descrevendo seus potenciais apoiadores como indivíduos que o viam "como um libertário consistente que se opôs ao PATRIOT Act, aos déficits orçamentários e ao controle de armas [en]." No final do mês, Barr afirmou que estava "analisando muito seriamente" uma candidatura presidencial.
Barr lançou um comitê exploratório e criou um site de campanha em 5 de abril de 2008. Em dois dias, o comitê relatou que US$ 25.000 haviam sido arrecadados. Russ Verney, que atuou como conselheiro de Ross Perot nas eleições presidenciais dos 1992 e 1996, juntou-se à campanha como conselheiro voluntário e trabalhou com a empresa de consultoria de Barr, Liberty Strategies LLC, para formar uma equipe de campanha e construir uma organização. Verney tornou-se o gerente de campanha após Barr anunciar oficialmente sua candidatura. Uma pesquisa no final de abril, conduzida pelo comitê exploratório de Barr, mostrou que ele tinha o apoio de 7% do eleitorado antes mesmo de declarar oficialmente sua candidatura. Antes do anúncio de Barr, o colunista George Will escreveu um artigo na Newsweek descrevendo o Partido Libertário e a possível candidatura de Barr. Will afirmou que Barr poderia ter um impacto nas eleições semelhante ao de Ralph Nader na eleição de 2000 [en]. Ele descreveu o possível efeito como uma "punição condigna" para o presumível candidato republicano John McCain, devido ao seu apoio a Lei de Reforma de Campanha Bipartidária [en], que Barr se opunha.

## Desenvolvimentos da campanha

### Campanha pela indicação do Partido Libertário
Bob Barr anunciou publicamente sua candidatura em 12 de maio de 2008. Ele afirmou que sua campanha ofereceria ao povo americano uma "escolha significativa" para votar em novembro, evitando que tivessem que "tapar o nariz e escolher... o menor dos dois males". Durante seu discurso, Barr apontou o crescimento descontrolado do governo como a principal razão para sua candidatura. Em resposta ao anúncio, o consultor republicano Christopher Barron refutou a alegação de George Will sobre o potencial "efeito spoiler [en]" da campanha. Barron afirmou que a candidatura de Barr "dificilmente prejudicará o senador McCain de forma significativa" e que, na verdade, ajudaria o Partido Republicano "ao absorver parte do entusiasmo entre eleitores universitários e defensores anti-guerra [en] por Obama".

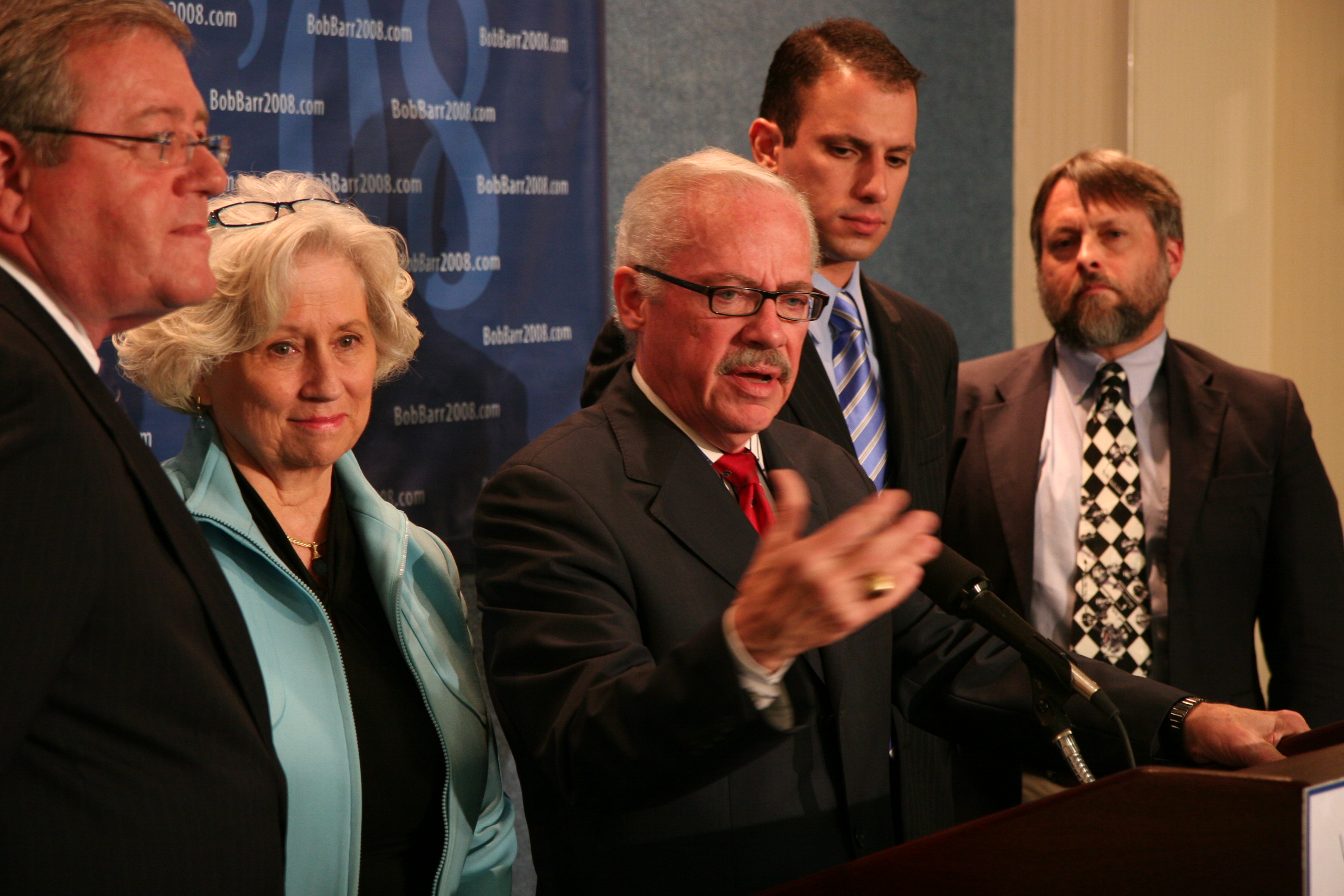
Bob Barr anuncia sua candidatura à presidência

Em uma entrevista à Newsweek após entrar na corrida, Barr foi questionado sobre por que anunciou sua candidatura apenas duas semanas antes da convenção do Partido Libertário. Ele respondeu que não havia "considerado seriamente [candidatar-se] até cerca de cinco ou seis semanas" antes do anúncio oficial. Sobre o "efeito spoiler", ele declarou que "os votos [que Barr receberia] não virão de pessoas comprometidas em votar em McCain". Durante a entrevista, Barr também destacou que sua campanha utilizaria a internet com métodos semelhantes aos empregados por Ron Paul e Barack Obama para mobilizar jovens eleitores. Barr tentou acessar os recursos e apoiadores de Ron Paul para arrecadar fundos e utilizou a mesma empresa que Paul, a Terra Eclipse, para desenvolver o site de sua campanha. Stephen P. Gordon, que trabalhou para Paul, foi contratado como gerente de campanha digital, e Doug Bandow, que já havia trabalhado como conselheiro de Ron Paul e Ronald Reagan, foi contratado como Conselheiro Sênior de Políticas.

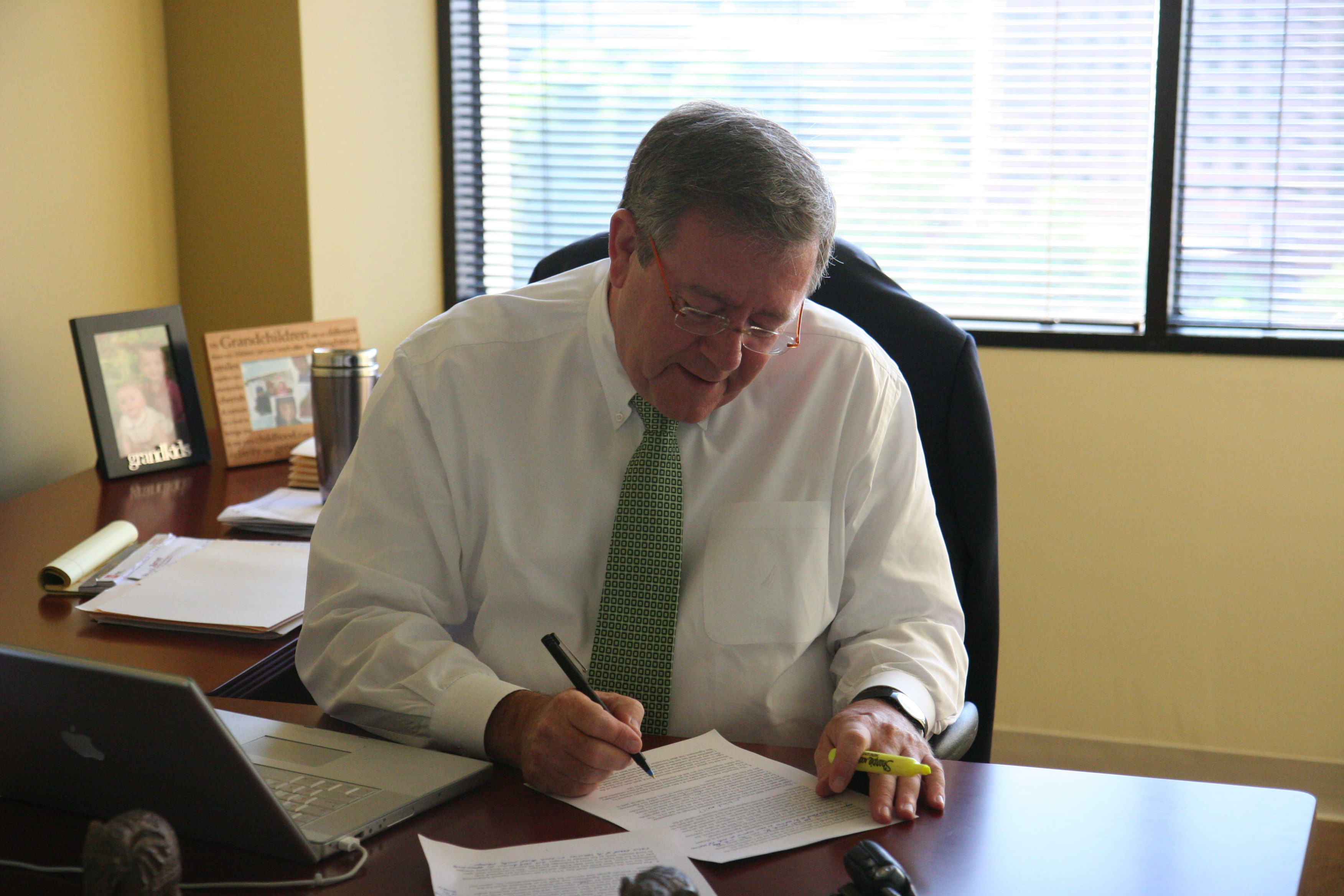
Gerente de campanha de Bob Barr, Russ Verney

O gerente de campanha de Barr, Russ Verney, enviou um memorando de arrecadação de fundos em 19 de maio, incluindo suas projeções para a campanha e comparando Barr favoravelmente a Ross Perot. Suas previsões incluíam participação nos debates televisionados nacionalmente em outubro de 2008 e um total de 19% dos votos populares. O gerente afirmou que essa "não era uma campanha presidencial comum" e que Barr teria sucesso porque "a América está inundada de informações libertárias". Relatórios de pesquisas da Rasmussen de 18 de maio de 2008 mostraram Barr com 6% nacionalmente em uma disputa a quatro com Barack Obama, John McCain e Ralph Nader. Ele liderava Nader por 2%. Uma análise do apoio a Barr mostrou que 7% dos republicanos, 5% dos democratas e 5% dos eleitores não filiados apoiavam sua campanha. O relatório concluiu que a maioria dos americanos não tinha informações suficientes sobre Barr para formar uma opinião. Pesquisas de 20 de maio da Insider Advantage-Majority Opinion Survey, com 652 indivíduos, mostraram que, em seu estado natal, a Geórgia, Barr receberia 8% dos votos populares, ficando em terceiro lugar, 27% atrás de Barack Obama, que estava em segundo.
Barr participou do debate presidencial do Partido Libertário, um evento patrocinado pela Reason, em 20 de maio de 2008, em Dupont Circle. Os concorrentes Mike Gravel e Wayne Allyn Root também compareceram. Durante o debate, Barr afirmou que "no coração de cada americano bate o coração de um libertário", e disse que a nação estava prestes a entrar em uma "era libertária". Ele também declarou que, como presidente, eliminaria o Departamento de Educação, uma posição central da plataforma do partido.

### Indicação presidencial do Partido Libertário

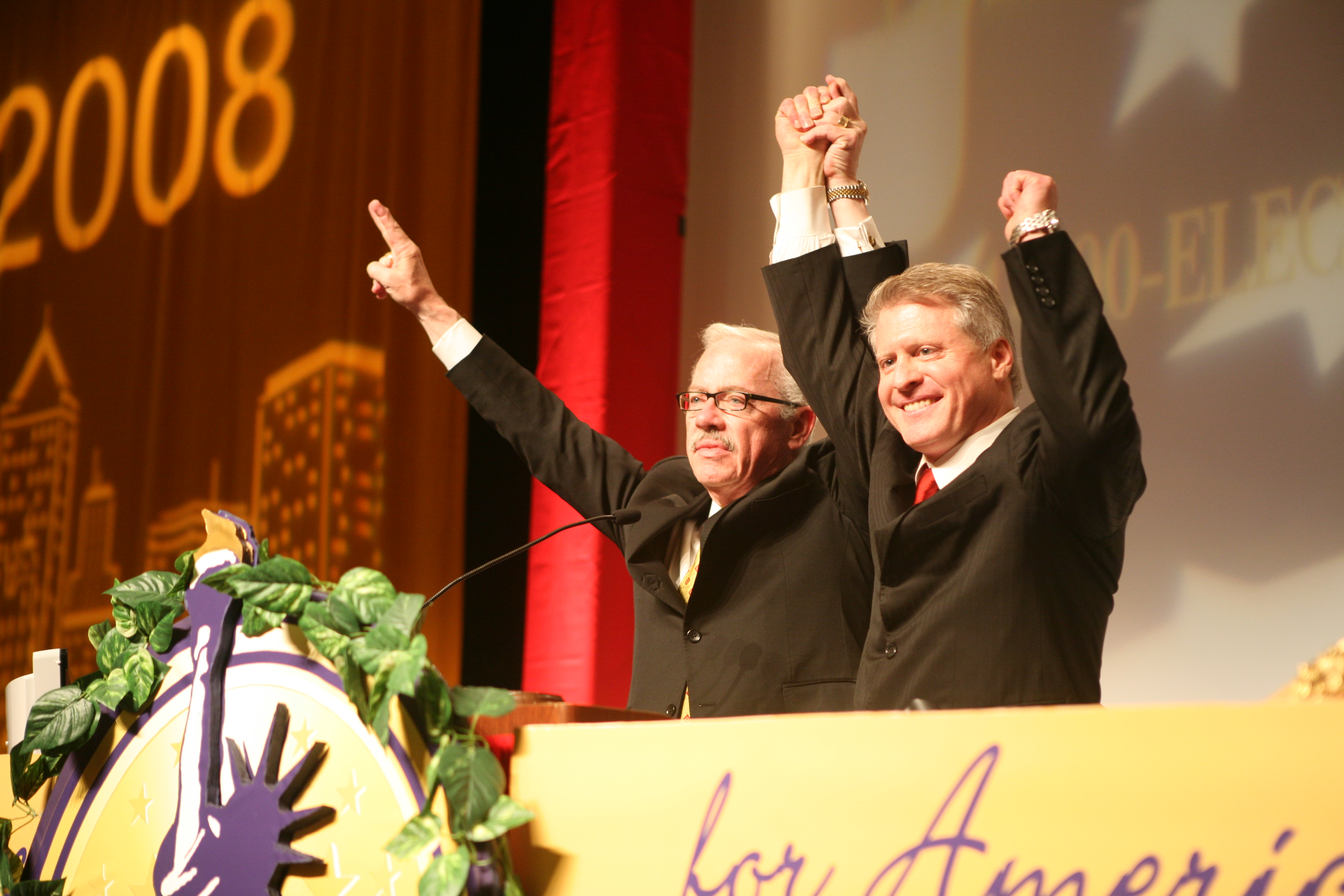
Bob Barr vence a indicação do Partido Libertário com seu companheiro de chapa Wayne Allyn Root

Com a aproximação da Convenção Nacional Libertária de 2008 em Denver, membros do Caucus Radical do Partido Libertário criticaram Barr, distribuindo panfletos que declaravam: o "Partido Libertário não está à venda". A crítica foi uma resposta às alegações de que a campanha de Barr era uma tentativa dos conservadores de assumir o controle do partido. Delegados libertários discordaram da representação da mídia sobre a disputa e afirmaram que Barr "não era uma escolha garantida" para a indicação. Na convenção, Barr foi atacado pelos candidatos Steve Kubby e Mary Ruwart por seu voto a favor do USA PATRIOT Act em 2001. Barr respondeu dizendo que lamentava o voto e que havia passado os últimos cinco anos "trabalhando para... cravar uma estaca no coração [do PATRIOT Act], queimá-lo, atirar nele, [e] queimá-lo novamente...". Barr foi nomeado candidato do Partido Libertário após seis rodadas de votação em 25 de maio de 2008. O empresário de Las Vegas e ex-oponente nas primárias libertárias, Wayne Allyn Root, foi nomeado seu companheiro de chapa.

## Campanha para a eleição geral
Como indicado do Partido Libertário, Bob Barr prometeu "percorrer cada canto desta grande nação" para concorrer à presidência. O Vice-Presidente Executivo do Instituto Cato, David Boaz, comentou que Barr tinha as melhores chances de sucesso nos estados do oeste. Russ Verney confirmou que certos estados seriam alvos prioritários e que uma estratégia seria elaborada para permitir que a campanha arrecadasse 30 milhões de dólares. Em 28 de maio, o Atlanta Journal-Constitution [en] informou que Barr havia arrecadado 163 mil dólares em doações em dinheiro. Barr convidou os candidatos presumidos dos Partido Republicano e Partido Democrata, John McCain e Barack Obama, respectivamente, para participar de debates presidenciais semanais. Para participar dos debates presidenciais oficiais, a campanha de Barr precisava superar o limite de 15% estabelecido pela Comissão de Debates Presidenciais [en]. Uma pesquisa da CNN em 7 de junho indicou Barr com 2% nacionalmente.

### Exposição da campanha
Barr obteve alguma exposição na mídia poucos dias após sua indicação, visitando Nova York para aparecer no The Colbert Report e no programa de Glenn Beck na Headline News para uma entrevista de uma hora. A primeira aparição fazia parte da estratégia da campanha para informar jovens eleitores e ex-apoiadores de Ron Paul sobre a campanha. Durante a entrevista com Colbert, Barr foi questionado por que "votou a favor do PATRIOT Act" se era um "grande defensor da privacidade individual". Ele respondeu que a administração Bush "não cumpriu tudo o que nos disse [no Congresso] que faria com o PATRIOT Act". No início de junho, a campanha enfrentou questões de racismo quando um grupo supremacista branco publicou um endosso a Barr no Stormfront, incentivando brancos a votarem no "melhor homem" em vez do "liberal" John McCain. A campanha de Barr repudiou esse endosso. O gerente de campanha, Russ Verney, declarou: "Não queremos e não aceitaremos o apoio de pessoas que promovem ódio. Diga aos intolerantes que eu disse para não deixarem a porta bater nas costas ao saírem." Ele enfatizou que "qualquer pessoa com amor no coração por nosso país e por todos os seus residentes, independentemente de raça, religião, nacionalidade ou orientação sexual, é bem-vinda de braços abertos".

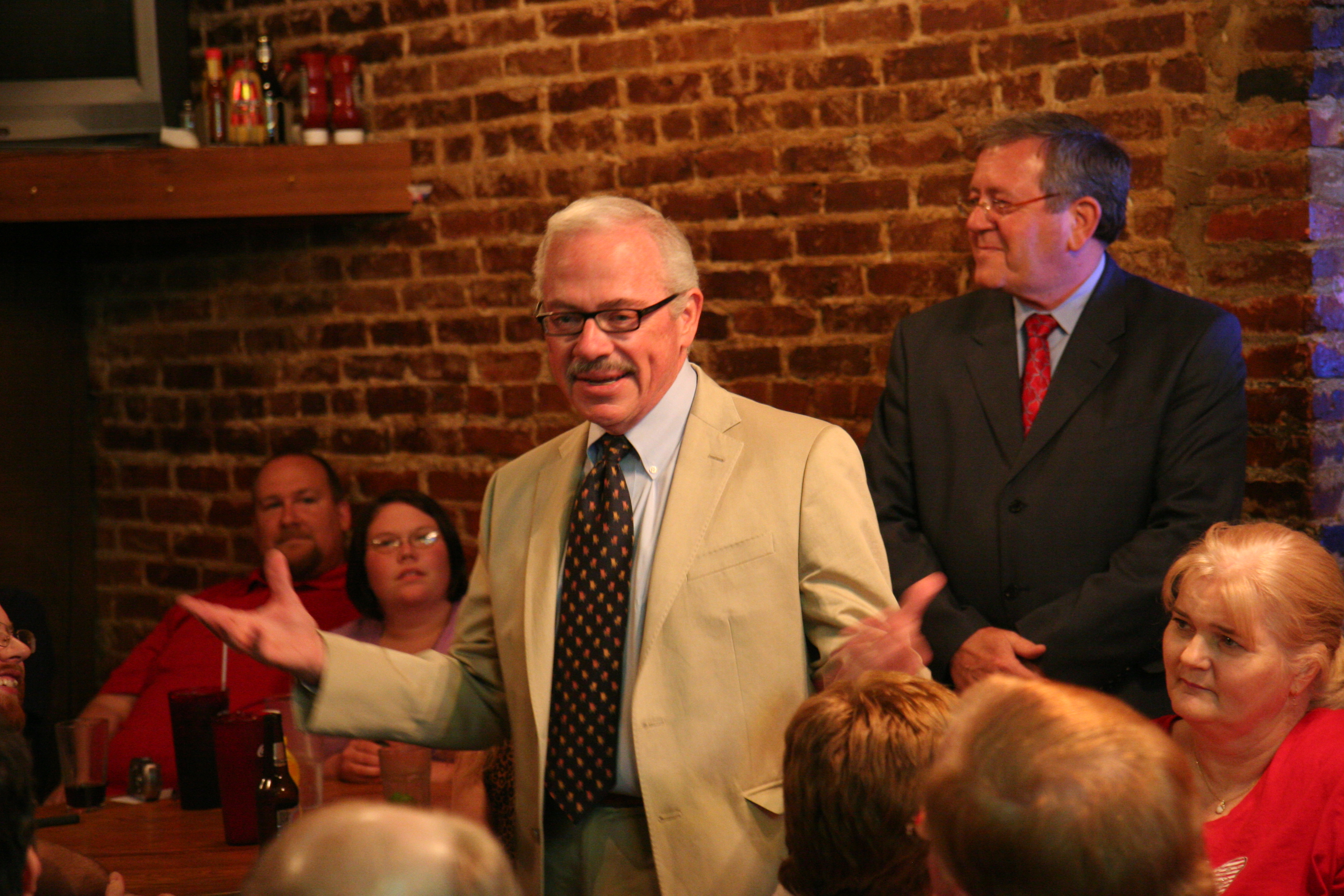
Barr em um encontro libertário em junho de 2008

Embora a campanha tenha arrecadado 300 mil dólares em doações até 28 de junho, Barr ainda não havia realizado um evento de arrecadação de fundos ou gravado anúncios para televisão.
Em 30 de junho, Barr apareceu no Fox News Sunday [en] com Chris Wallace. Ele expressou suas críticas ao candidato republicano presumido, dizendo que "John McCain é sintomático do que há de errado com o Partido Republicano nestes primeiros anos do século XXI. Eles dizem uma coisa, mas fazem outra". Quando perguntado se concordava que McCain seria uma escolha melhor que Barack Obama, ele respondeu que era "uma mistura" e que "o senador Obama claramente é muito melhor [em] questões de liberdades civis e privacidade", mas que ele "favoreceria uma política de gastos federais mais expansiva". Barr opinou que "nenhum desses candidatos está falando sobre cortes profundos nos gastos do governo e a devolução do poder ao povo". Ele identificou a posição do Partido Republicano sobre a legislação do FISA como sua maior objeção ao partido. Confrontado com pesquisas de opinião que mostravam o candidato com 3% na corrida presidencial, Barr explicou que os números aumentariam nas semanas seguintes, anunciando que sua campanha seria lançada em "tempo integral" em 4 de julho.

### Intensificação em tempo integral
Barr lançou sua campanha em "tempo integral" no desfile de Quatro de Julho em Atlanta, onde a cidade celebrou a abertura do arco Millennium Gate. O congressista democrata John Lewis discursou ao lado de Barr na cerimônia de dedicação.
Na semana seguinte, Barr apareceu na Fox News, onde criticou o plano do Departamento do Tesouro dos Estados Unidos para ajudar a Fannie Mae e Freddie Mac. Sua oposição baseava-se no uso de dinheiro dos contribuintes para socorrer as empresas, explicando que "os contribuintes deste país estão sendo colocados em maior risco". No entanto, Barr afirmou que "não fazer nada não seria aconselhável" e que o governo "tem que fazer algo". Ele explicou que Fannie Mae e Freddie Mac deveriam ser reestruturadas.

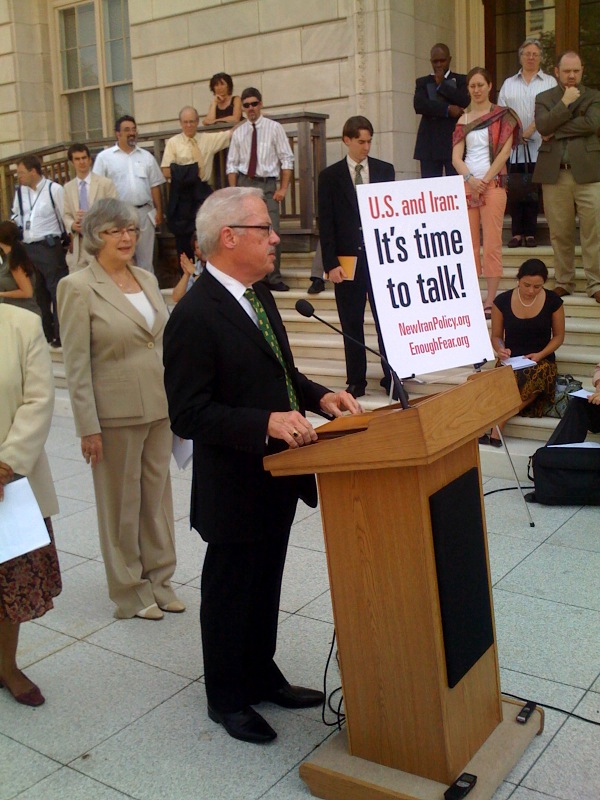
Bob Barr discutindo sobre o Irã

Durante uma visita a Austin para um evento de arrecadação de fundos, Barr fez uma aparição surpresa na convenção Netroots Nation em 19 de julho. O candidato destacou na reunião de blogueiros progressistas que "há muitos libertários aqui, [e] muitos apoiadores de [Barr]". Sua presença foi reconhecida pela Presidente da Câmara, Nancy Pelosi, que observou que "Bob Barr – até mesmo Bob Barr – se opôs" ao projeto de lei de espionagem doméstica que ela estava discutindo. Em 23 de julho, uma pesquisa da CNN colocou Barr com 3% em uma disputa a quatro, enquanto a Zogby o colocou com 6%. Ele obteve 8% em Geórgia, Colorado, Iowa e Minnesota, e 9% em Oklahoma, Novo México e Nevada. Pesquisas em New Hampshire indicaram Barr com 10%.
Em agosto, Barr discursou no protesto do Corpo de Defesa Civil Minuteman durante a Convenção Nacional Democrata em Denver. Aproximadamente uma dúzia de pessoas compareceu ao evento. Os ex-candidatos republicanos Tom Tancredo [en] e Alan Keyes também estiveram presentes, e os organizadores consideraram o evento um sucesso. Barr apresentou uma abordagem de "senso comum" para a questão, prometendo acabar com a cidadania por nascimento [en] e a educação pública para imigrantes ilegais, enquanto apoiava um aumento nos green cards. O professor do Claremont McKenna College, John Pitney, argumentou que o candidato enviava mensagens contraditórias, já que "o Partido Libertário essencialmente apoia fronteiras abertas" e era improvável que ganhasse o apoio de ativistas anti-imigração. Uma pesquisa da Zogby divulgada em 15 de agosto de 2008 indicou que a maioria dos republicanos e democratas queria que Barr fosse incluído nos debates presidenciais. A pesquisa também mostrou que cerca de 70% dos eleitores independentes desejavam sua inclusão.

### Fases finais
No início de setembro, o comentarista Greg Pierce, do The Washington Times, observou que o "entusiasmo de base pela candidatura [de Barr] parece ter diminuído um pouco após a entrada da individualista Governadora Sarah Palin na chapa republicana".

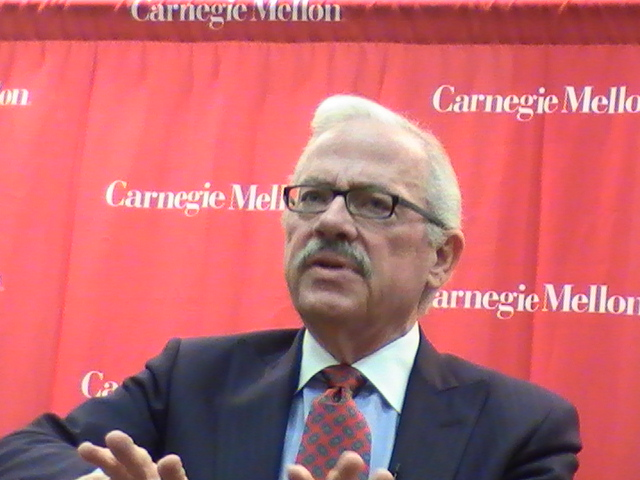
Bob Barr discursa em outubro de 2008

Em uma coletiva de imprensa em 10 de setembro de 2008, o ex-candidato presidencial republicano Ron Paul anunciou seu endosso aberto aos candidatos do Partido da Constituição, Chuck Baldwin [en], do Partido Verde, Cynthia McKinney, ao independente Ralph Nader, e a Barr, em oposição aos indicados dos Partido Republicano e Partido Democrata. Barr optou por não comparecer ao evento, e seu nome não foi incluído na declaração final divulgada pelos outros candidatos. Paul havia feito comentários favoráveis sobre a campanha de Barr anteriormente, o que levou o candidato a sentir que deveria ter recebido o endosso exclusivo. Mais tarde naquele dia, foi revelado que Barr havia oferecido a indicação a vice-presidente libertário a Paul, por meio de uma carta. A carta afirmava que o atual companheiro de chapa de Barr, Wayne Allyn Root, estava disposto a renunciar caso Paul aceitasse a oferta. Um porta-voz da campanha de Paul descreveu a oferta de Barr como "muito interessante", mas acrescentou que Paul não tinha intenções de concorrer em uma chapa de terceiro partido. Ron Paul retirou seu endosso a Barr em 22 de setembro, citando as críticas do candidato aos seus endossos anteriores. Paul optou por apoiar a candidatura de Chuck Baldwin. Barr recebeu 252.383 dólares em doações em setembro, um valor ligeiramente superior aos 224.350 dólares arrecadados em agosto.
No início do último mês de campanha, Barr apareceu na National Public Radio, discutindo suas posições políticas, incluindo sobre o cuidados de saúde, um tema raramente abordado por Barr durante a campanha. Ele deu sua resposta mais curta sobre o assunto, dizendo que "todos deveriam ter acesso a cuidados de saúde, mas isso depende deles..." e prosseguiu afirmando que "o governo poderia... reduzir e remover as regulamentações onerosas que realmente impedem as pessoas de conseguirem pagar pelos cuidados de saúde". Perto do fim da campanha, os números das pesquisas de Barr permaneceram estagnados. Uma pesquisa Associated Press-GfK de final de outubro colocou o candidato com 1% nacionalmente, o mesmo índice que ele mantinha três semanas antes.

## Acesso às cédulas

Barr obteve acesso às cédulas nos estados coloridos de amarelo, mas não apareceu na cédula da Louisiana após não se registrar antes do prazo do estado.

Barr conseguiu acesso às cédulas em 45 estados, de acordo com o site do Partido Libertário. Foi a primeira vez desde 1988 que a chapa libertária não teve acesso a mais de 500 votos eleitorais. Ele foi impedido de acessar as cédulas em Oklahoma por não atingir o número mínimo de assinaturas em petição. Em julho, a campanha entrou com uma ação judicial contra o estado para tentar incluir o candidato na cédula, apesar de não cumprir as diretrizes. Barr também entrou com ações judiciais em Massachusetts, Virgínia Ocidental e Maine para aparecer nas cédulas em circunstâncias semelhantes. O pedido de Barr na Virgínia Ocidental foi negado em 7 de setembro, após o juiz do Tribunal Distrital dos EUA, John T. Copenhaver Jr., rejeitar a ação judicial. O juiz declarou que "foi a falta de diligência razoável deles (da campanha) que, em última análise, frustrou seu esforço para obter acesso às cédulas aqui" na Virgínia Ocidental.
Ações judiciais foram movidas contra Barr por membros do Partido Republicano na Pensilvânia para impedir que o candidato aparecesse na cédula do estado, sob a acusação de que o Partido Libertário enganou indivíduos para assinarem a petição de acesso às cédulas do estado. O juiz do Tribunal da Commonwealth, Johnny Butler, rejeitou essas alegações em 16 de setembro, permitindo que Barr permanecesse na cédula do estado. A campanha de Barr entrou com uma ação judicial para impedir que John McCain e Barack Obama aparecessem na cédula do Texas, alegando que os partidos dos candidatos não cumpriram o prazo de 26 de agosto do estado para reportar suas indicações ao Secretário de Estado. A Secretária de Estado do Texas, Esperanza Andrade, informou que toda a documentação necessária foi apresentada, embora nem o Partido Democrata nem o Republicano tenham formalmente indicado seus candidatos (em suas respectivas convenções) até após o prazo. Em 23 de setembro de 2008, a Suprema Corte do Texas [en] rejeitou o pedido de Barr sem fornecer uma razão.
Em 26 de setembro de 2008, a Suprema Corte da Louisiana [en] reverteu uma decisão anterior que mantinha Barr e Root na cédula, ordenando a remoção de ambos por não terem cumprido o prazo do estado, que passou enquanto os escritórios estaduais estavam fechados devido ao Furacão Gustav. A campanha Barr-Root anunciou que planejava recorrer à Suprema Corte dos Estados Unidos. A corte recusou-se a ouvir o caso, e o nome de Barr esteve ausente da cédula do estado no dia da eleição.

## Resultados
A campanha de Barr terminou após receber 523.686 votos (0,4%) do voto popular no Dia da Eleição. Ele terminou em quarto lugar, conquistando uma porcentagem maior que o indicado libertário na eleição de 2004, Michael Badnarik. 67.582 de seus votos foram obtidos na Califórnia, o estado mais populoso do país, mas Barr alcançou sua maior porcentagem em Indiana, com 1,1%. O jornalista da Reason Magazine, Brian Doherty, comentou que o desempenho de Barr não atendeu às expectativas iniciais. Ele escreveu que Barr não conquistou uma porcentagem significativa da população porque "não era libertário o suficiente", se distanciou demais de Ron Paul e careceu de "comunicação e coordenação adequadas".

## Desdobramentos
Após a campanha, Bob Barr foi certificado como mediador para resolver disputas sob demanda. Ele atualmente escreve uma coluna regular para o The Atlanta Journal-Constitution chamada "The Barr Code" e é colaborador da CNN. Em sua coluna, ele discute questões de privacidade e frequentemente critica a administração Obama, desaprovando o impacto de seus gastos no orçamento federal. Barr envolveu-se com o Movimento Tea Party e deixou o Partido Libertário, retornando ao Partido Republicano. Ele apoiou a candidatura de seu ex-companheiro de chapa, Wayne Allyn Root, para presidente do Partido Libertário. Root era considerado um possível candidato presidencial libertário para 2012. No entanto, Root não concorreu e, assim como Barr, retornou ao Partido Republicano.
Barr refletiu sobre a campanha em uma entrevista com a Reason logo após a eleição. Ele explicou que a incapacidade de sua campanha de acessar listas de doadores prejudicou a capacidade de arrecadação de fundos. Em abril de 2009, ele comentou que sua exclusão dos debates presidenciais impediu que sua campanha ganhasse tração significativa. Barr disse que não concorreria a cargos públicos no futuro. Contudo, ele tentou recuperar seu assento no Congresso em 2014, mas perdeu nas primárias republicanas.
Em maio de 2010, a campanha de Barr foi processada pelo comentarista libertário Jim Bovard, que foi contratado para escrever um livro sobre a campanha. Bovard alegou que nunca recebeu os 47.000 dólares prometidos por seu trabalho. O gerente de campanha, Russ Verney, afirmou que a campanha esperava arrecadar fundos suficientes para pagar Bovard e pediu doações.